# Oreohoplis bogotensis
Oreohoplis bogotensis är en stekelart som först beskrevs av Brethes 1926.  Oreohoplis bogotensis ingår i släktet Oreohoplis och familjen brokparasitsteklar. Inga underarter finns listade i Catalogue of Life.